# تیمونیم (مریلند)
تیمونیم (به انگلیسی: Timonium) یک منطقهٔ مسکونی در ایالات متحده آمریکا است که در شهرستان بالتیمور، مریلند واقع شده‌است. تیمونیم ۱۳٫۹ کیلومتر مربع مساحت و ۹٬۹۲۵ نفر جمعیت دارد.